# 뷔트쇼몽 공원

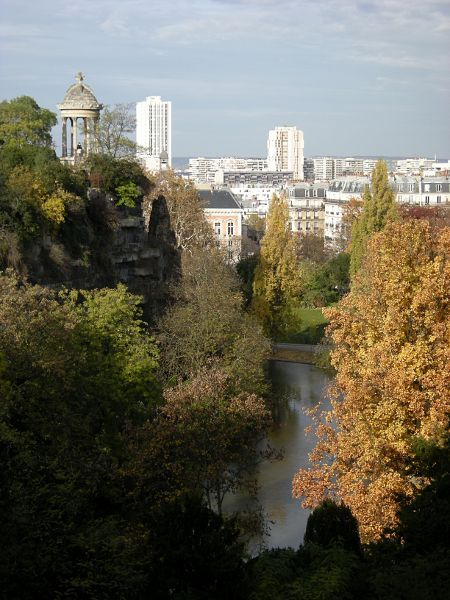
뷔트쇼몽 공원의 모습

뷔트쇼몽 공원(프랑스어: Parc des Buttes-Chaumont)은 프랑스 파리 19구에 위치한 공원이다.